# Lista de primeiros-ministros da Nova Zelândia
O primeiro-ministro da Nova Zelândia é o chefe de governo da Nova Zelândia, e o líder do Gabinete da Nova Zelândia, com vários poderes e responsabilidades definidos por convenção. Esta lista inclui as pessoas que detiveram os títulos de secretário colonial e premiê, os antecessores diretos para a moderna posição de primeiro-ministro. O título do cargo foi formalmente alterado para "premiê" em 1869, e depois para "primeiro-ministro", em 1907, quando a Nova Zelândia recebeu o estatuto de Domínio no Império Britânico.
Trinta e oito pessoas, até agora detiveram esta posição, não incluindo Hugh Watt, que foi por um curto período de tempo o primeiro-ministro interino em 1973. Henry Sewell é considerado o primeiro premiê da Nova Zelândia. Nove primeiros-ministros mantiveram a posição de mais de um mandato discreto no cargo. O mais longo mandato único no cargo foi o de Richard Seddon, que ocupou o cargo por treze anos entre 1893 e 1906. A atual primeiro-ministro é Christopher Luxon, que tomou posse em 27 de novembro de 2023.

## Lista
| Independente | Unido       |
| Liberal      | Trabalhista |
| Reforma      | Nacional    |
| ------------ | ----------- |

| No.                               | Nome (Nascimento–Morte) Distrito eleitoral                                                   | Imagem                            | Mandato                           | Mandato                           | Eleito (Parlamento)               | Partido                           | Governo                                                                        |
| Secretários coloniais (1856–1869) | Secretários coloniais (1856–1869)                                                            | Secretários coloniais (1856–1869) | Secretários coloniais (1856–1869) | Secretários coloniais (1856–1869) | Secretários coloniais (1856–1869) | Secretários coloniais (1856–1869) | Secretários coloniais (1856–1869)                                              |
| --------------------------------- | -------------------------------------------------------------------------------------------- | --------------------------------- | --------------------------------- | --------------------------------- | --------------------------------- | --------------------------------- | ------------------------------------------------------------------------------ |
| 1                                 | Henry Sewell (1807–1879) MP por Christchurch                                                 |                                   | 7 de maio de 1856                 | 20 de maio de 1856                | 1855                              | Sem partido                       | Sewell                                                                         |
| 2                                 | William Fox (1812–1893) MP por Wanganui                                                      |                                   | 20 de maio de 1856                | 2 de junho de 1856                | —                                 | Sem partido                       | Fox I                                                                          |
| 3                                 | Edward Stafford (1819–1901) MP por Nelson                                                    |                                   | 2 de junho de 1856                | 12 de julho de 1861               | —                                 | Sem partido                       | Stafford I                                                                     |
| (2)                               | William Fox (1812–1893) MP por Rangitikei                                                    |                                   | 12 dejulho de 1861                | 6 de agosto de 1862               | 1860–61                           | Sem partido                       | Fox II                                                                         |
| 4                                 | Alfred Domett (1811–1887) MP por Nelson                                                      |                                   | 6 de agosto de 1862               | 30 de outubro de 1863             | —                                 | Sem partido                       | Domett                                                                         |
| 5                                 | Frederick Whitaker (1812–1891) Conselheiro                                                   |                                   | 30 de outubro de 1863             | 24 de novembro de 1864            | —                                 | Sem partido                       | Whitaker–Fox                                                                   |
| 6                                 | Frederick Weld (1823–1891) MP por Cheviot                                                    |                                   | 24 de novembro de 1864            | 16 de outubro de 1865             | —                                 | Sem partido                       | Weld                                                                           |
| (3)                               | Edward Stafford (1819–1901) MP por Nelson até 1868 MP por Timaru a partir de 1868            |                                   | 16 de outubro de 1865             | 28 de junho de 1869               | — 1866                            | Sem partido                       | Stafford II                                                                    |
| Premiês (1869–1907)               |                                                                                              |                                   |                                   |                                   |                                   |                                   |                                                                                |
| (2)                               | William Fox (1812–1893) MP por Rangitikei                                                    |                                   | 28 de junho de 1869               | 10 de setembro de 1872            | — 1871                            | Sem partido                       | Fox III                                                                        |
| (3)                               | Edward Stafford (1819–1901) MP por Timaru                                                    |                                   | 10 de setembro de 1872            | 11 de outubro de 1872             | —                                 | Sem partido                       | Stafford III                                                                   |
| 7                                 | George Waterhouse (1824–1906) Conselheiro                                                    |                                   | 11 de outubro de 1872             | 3 de março de 1873                | —                                 | Sem partido                       | Waterhouse                                                                     |
| (2)                               | William Fox (1812–1893) MP por Rangitikei                                                    |                                   | 3 de março de 1873                | 8 de abril de 1873                | —                                 | Sem partido                       | Fox IV                                                                         |
| 8                                 | Julius Vogel (1835–1899) MP por Auckland East                                                |                                   | 8 de abril de 1873                | 6 de julho de 1875                | —                                 | Sem partido                       | Vogel I                                                                        |
| 9                                 | Daniel Pollen (1813–1896) Conselheiro                                                        |                                   | 6 de julho de 1875                | 15 de fevereiro de 1876           | —                                 | Sem partido                       | Pollen                                                                         |
| (8)                               | Julius Vogel (1835–1899) MP por Wanganui                                                     |                                   | 15 de fevereiro de 1876           | 1 de setembro de 1876             | 1875–76                           | Sem partido                       | Vogel II                                                                       |
| 10                                | Harry Atkinson (1831–1892) MP por Egmont                                                     |                                   | 1 de setembro de 1876             | 13 de outubro de 1877             | —                                 | Sem partido                       | Atkinson I                                                                     |
| 11                                | George Grey (1812–1898) MP por Thames                                                        |                                   | 13 de outubro de 1877             | 8 de outubro de 1879              | —                                 | Sem partido                       | Grey                                                                           |
| 12                                | John Hall (1824–1907) MP por Selwyn                                                          |                                   | 8 de outubro de 1879              | 21 de abril de 1882               | 1879 1881                         | Sem partido                       | Hall                                                                           |
| (5)                               | Frederick Whitaker (1812–1891) Conselheiro                                                   |                                   | 21 de abril de 1882               | 25 de setembro de 1883            | —                                 | Sem partido                       | Whitaker                                                                       |
| (10)                              | Harry Atkinson (1831–1892) MP por Egmont                                                     |                                   | 25 de setembro de 1883            | 16 de agosto de 1884              | —                                 | Sem partido                       | Atkinson II                                                                    |
| 13                                | Robert Stout (1844–1930) MP por Dunedin East                                                 |                                   | 16 de agosto de 1884              | 28 de agosto de 1884              | 1884                              | Sem partido                       | Stout–Vogel I                                                                  |
| (10)                              | Harry Atkinson (1831–1892) MP por Egmont                                                     |                                   | 28 de agosto de 1884              | 3 de setembro de 1884             | —                                 | Sem partido                       | Atkinson III                                                                   |
| (13)                              | Robert Stout (1844–1930) MP por Dunedin East                                                 |                                   | 3 de setembro de 1884             | 8 de outubro de 1887              | —                                 | Sem partido                       | Stout–Vogel II                                                                 |
| (10)                              | Harry Atkinson (1831–1892) MP por Egmont                                                     |                                   | 8 de outubro de 1887              | 24 de janeiro de 1891             | 1887                              | Sem partido                       | Atkinson IV                                                                    |
| 14                                | John Ballance (1839–1893) MP por Wanganui                                                    |                                   | 24 de janeiro de 1891             | 27 de abril de 1893†              | 1890                              | Liberal                           | Liberal                                                                        |
| 15                                | Richard Seddon (1845–1906) MP por Westland                                                   |                                   | 1 de maio de 1893                 | 10 de junho de 1906†              | — 1893 1896 1899 1902 1905        | Liberal                           | Liberal                                                                        |
| 16                                | William Hall-Jones (1851–1936) MP por Timaru                                                 |                                   | 21 de junho de 1906               | 6 de agosto de 1906               | —                                 | Liberal                           | Liberal                                                                        |
| Primeiros-ministros (1907–atual)  |                                                                                              |                                   |                                   |                                   |                                   |                                   | Liberal                                                                        |
| 17                                | Joseph Ward (1856–1930) MP por Awarua                                                        |                                   | 6 de agosto de 1906               | 12 de março de 1912               | — 1908 1911                       | Liberal                           | Liberal                                                                        |
| 18                                | Thomas Mackenzie (1854–1930) MP por Egmont                                                   |                                   | 28 de março de 1912               | 10 de julho de 1912               | —                                 | Liberal                           | Liberal                                                                        |
| 19                                | William Massey (1856–1925) MP por Franklin                                                   |                                   | 10 de julho de 1912               | 10 de maio de 1925†               | — 1914 1919 1922                  | Reforma                           | Reforma                                                                        |
| 20                                | Francis Bell (1851–1936) Conselheiro                                                         |                                   | 14 de maio de 1925                | 30 de maio de 1925                | —                                 | Reforma                           | Reforma                                                                        |
| 21                                | Gordon Coates (1878–1943) MP por Kaipara                                                     |                                   | 30 de maio de 1925                | 10 de dezembro de 1928            | — 1925                            | Reforma                           | Reforma                                                                        |
| (17)                              | Joseph Ward (1856–1930) MP por Invercargill                                                  |                                   | 10 de dezembro de 1928            | 28 de maio de 1930                | 1928                              | Unido                             | Unido                                                                          |
| 22                                | George Forbes (1869–1947) MP por Hurunui                                                     |                                   | 28 de maio de 1930                | 6 de dezembro de 1935             | —                                 | Unido                             | Unido                                                                          |
| 22                                | George Forbes (1869–1947) MP por Hurunui                                                     | 1931                              | 28 de maio de 1930                | 6 de dezembro de 1935             | Liberal-Reforma                   | Unido                             |                                                                                |
| 23                                | Michael Joseph Savage (1872–1940) MP por Auckland West                                       |                                   | 6 de dezembro de 1935             | 27 de março de 1940               | 1935 1938                         | Trabalhista                       | Primeiro Trabalhista                                                           |
| 24                                | Peter Fraser (1884–1950) MP por Wellington Central até 1946 MP por Brooklyn a partir de 1946 |                                   | 27 de março de 1940               | 13 de dezembro de 1949            | — 1943 1946                       | Trabalhista                       | Primeiro Trabalhista                                                           |
| 25                                | Sidney Holland (1893–1961) MP por Fendalton                                                  |                                   | 13 de dezembro de 1949            | 20 de setembro de 1957            | 1949 1951 1954                    | Nacional                          | Primeiro Nacional                                                              |
| 26                                | Keith Holyoake (1904–1983) MP por Pahiatua                                                   |                                   | 20 de setembro de 1957            | 12 de dezembro de 1957            | —                                 | Nacional                          | Primeiro Nacional                                                              |
| 27                                | Walter Nash (1882–1968) MP por Hutt                                                          |                                   | 12 de dezembro de 1957            | 12 de dezembro de 1960            | 1957                              | Trabalhista                       | Segundo Trabalhista                                                            |
| (26)                              | Keith Holyoake (1904–1983) MP por Pahiatua                                                   |                                   | 12 de dezembro de 1960            | 7 de fevereiro de 1972            | 1960 1963 1966 1969               | Nacional                          | Segundo Nacional                                                               |
| 28                                | Jack Marshall (1912–1988) MP por Karori                                                      |                                   | 7 de fevereiro de 1972            | 8 de dezembro de 1972             | —                                 | Nacional                          | Segundo Nacional                                                               |
| 29                                | Norman Kirk (1923–1974) MP por Sydenham                                                      |                                   | 8 de dezembro de 1972             | 31 de agosto de 1974†             | 1972                              | Trabalhista                       | Terceiro Trabalhista                                                           |
| —                                 | Hugh Watt (interino) (1912–1980) MP por Onehunga                                             |                                   | 31 de agosto de 1974              | 6 de setembro de 1974             | —                                 | Trabalhista                       | Terceiro Trabalhista                                                           |
| 30                                | Bill Rowling (1927–1995) MP por Tasmânia                                                     |                                   | 6 de setembro de 1974             | 12 de dezembro de 1975            | —                                 | Trabalhista                       | Terceiro Trabalhista                                                           |
| 31                                | Robert Muldoon (1921–1992) MP por Tamaki                                                     |                                   | 12 de dezembro de 1975            | 26 de julho de 1984               | 1975 1978 1981                    | Nacional                          | Terceiro Nacional                                                              |
| 32                                | David Lange (1942–2005) MP por Mangere                                                       |                                   | 26 de julho de 1984               | 8 de agosto de 1989               | 1984 1987                         | Trabalhista                       | Quarto Trabalhista                                                             |
| 33                                | Geoffrey Palmer (1942– ) MP por Christchurch Central                                         |                                   | 8 de agosto de 1989               | 4 de setembro de 1990             | —                                 | Trabalhista                       | Quarto Trabalhista                                                             |
| 34                                | Mike Moore (1949–2020) MP por Christchurch North                                             |                                   | 4 de setembro de 1990             | 2 de novembro de 1990             | —                                 | Trabalhista                       | Quarto Trabalhista                                                             |
| 35                                | Jim Bolger (1935– ) MP por King Country                                                      |                                   | 2 de novembro de 1990             | 8 de dezembro de 1997             | 1990 1993 1996                    | Nacional                          | Quarto Nacional com Nova Zelândia Primeiro 1996–98; com Mauri Pacific 1998–99. |
| 36                                | Jenny Shipley (1952– ) MP por Rakaia                                                         |                                   | 8 de dezembro de 1997             | 5 de dezembro de 1999             | —                                 | Nacional                          | Quarto Nacional com Nova Zelândia Primeiro 1996–98; com Mauri Pacific 1998–99. |
| 37                                | Helen Clark (1950– ) MP por Mount Albert                                                     |                                   | 5 de dezembro de 1999             | 19 de novembro de 2008            | 1999 2002 2005                    | Trabalhista                       | Quinto Trabalhista com Aliança; C&S com Verdes.                                |
| 38                                | John Key (1961– ) MP por Helensville                                                         |                                   | 19 de novembro de 2008            | 12 de dezembro de 2016            | 2008 2011 2014                    | Nacional                          | Quinto Nacional C&S com ACT, United Future, Partido Māori.                     |
| 39                                | Bill English (1961– ) MP por Representação proporcional da lista de partidos                 |                                   | 12 de dezembro de 2016            | 26 de outubro de 2017             | —                                 | Nacional                          | Quinto Nacional C&S com ACT, United Future, Partido Māori.                     |
| 40                                | Jacinda Ardern (1980– ) MP por Mount Albert                                                  |                                   | 26 de outubro de 2017             | 25 de janeiro de 2023             | 2017 2020                         | Trabalhista                       | Sexto Trabalhista C&S com Verdes.                                              |
| 41                                | Chris Hipkins (1978– ) MP por Remutaka                                                       |                                   | 25 de janairo de 2023             | 27 de novembro de 2023            | —                                 | Trabalhista                       | Sexto Trabalhista com Verdes.                                                  |
| 42                                | Christopher Luxon (1970– ) MP por Botany                                                     |                                   | 27 de novembro de 2023            | atualmente                        | 2023                              | Nacional                          | Sexto Nacional comACT, Nova Zelândia Primeiro.                                 |